# RideLondon-Surrey Classic 2014
La 3e édition de la RideLondon-Surrey Classic a eu lieu le dimanche 10 août 2014. La course fait partie du calendrier UCI Europe Tour 2014 en catégorie 1.HC.
Elle a été remportée par le Britannique Adam Blythe (NFTO) qui s'impose lors d'un sprint à cinq devant son compatriote Ben Swift (Sky) et le Français Julian Alaphilippe (Omega Pharma-Quick Step).
Au niveau des classements annexes, le Britannique Steven Lampier (Velosure-Giordana Racing) remporte le classement de la montagne tandis que le Néerlandais Steven Lammertink (Giant-Shimano) gagne celui des sprints.

## Présentation
C'est la première fois que la course est classée en catégorie 1.HC au calendrier de l'UCI Europe Tour. Elle se dispute dans Londres et le comté de Surrey. 

### Parcours
L'épreuve débute et s'achève à Londres, dans The Mall, près du Palais de Buckingham. Le parcours s'étend sur 140 kilomètres. À la suite du départ londonien, les coureurs disputent un parcours de 140,3 kilomètres entre la ville de Londres et le comté de Surrey. La course comporte deux difficultés dont la dernière se situe à 49 kilomètres de l'arrivée.

### Équipes
Classée en catégorie 1.HC de l'UCI Europe Tour, la RideLondon-Surrey Classic est par conséquent ouverte aux UCI ProTeams dans la limite de 70 % des équipes participantes, aux équipes continentales professionnelles, aux équipes continentales britanniques et à une équipe nationale britannique.
Vingt-cinq équipes participent à cette RideLondon-Surrey Classic - sept ProTeams, cinq équipes continentales professionnelles, douze équipes continentales et une équipe nationale :
| UCI ProTeams            | UCI ProTeams | UCI ProTeams |
| Nom de l'équipe         | Pays         | Code         |
| ----------------------- | ------------ | ------------ |
| Belkin                  | Pays-Bas     | BEL          |
| BMC Racing              | États-Unis   | BMC          |
| Cannondale              | Italie       | CAN          |
| Giant-Shimano           | Pays-Bas     | GIA          |
| Omega Pharma-Quick Step | Belgique     | OPQ          |
| Orica-GreenEDGE         | Australie    | OGE          |
| Sky                     | Royaume-Uni  | SKY          |

| Équipe nationale                | Équipe nationale | Équipe nationale |
| Nom de l'équipe                 | Pays             | Code             |
| ------------------------------- | ---------------- | ---------------- |
| Équipe nationale du Royaume-Uni | Royaume-Uni      | GBR              |

| Équipes continentales professionnelles | Équipes continentales professionnelles | Équipes continentales professionnelles |
| Nom de l'équipe                        | Pays                                   | Code                                   |
| -------------------------------------- | -------------------------------------- | -------------------------------------- |
| Colombia                               | Colombie                               | COL                                    |
| MTN-Qhubeka                            | Afrique du Sud                         | MTN                                    |
| NetApp-Endura                          | Allemagne                              | TNE                                    |
| Topsport Vlaanderen-Baloise            | Belgique                               | TSV                                    |
| Wanty-Groupe Gobert                    | Belgique                               | WGG                                    |

| Équipes continentales    | Équipes continentales | Équipes continentales |
| Nom de l'équipe          | Pays                  | Code                  |
| ------------------------ | --------------------- | --------------------- |
| 3M                       | Belgique              | MMM                   |
| An Post-ChainReaction    | Irlande               | SKT                   |
| Bike Aid-Ride for help   | Allemagne             | BAI                   |
| Kuota                    | Allemagne             | TKG                   |
| La Pomme Marseille 13    | France                | LPM                   |
| Madison Genesis          | Royaume-Uni           | MGT                   |
| Metec-TKH Continental    | Pays-Bas              | MET                   |
| NFTO                     | Royaume-Uni           | NPC                   |
| Raleigh                  | Royaume-Uni           | RAL                   |
| Rapha Condor JLT         | Royaume-Uni           | RCJ                   |
| Synergy Baku Project     | Azerbaïdjan           | BCP                   |
| Velosure-Giordana Racing | Royaume-Uni           | VGR                   |

## Classement final
|    | Coureur            | Pays        | Équipe                  |    | Temps           |
| -- | ------------------ | ----------- | ----------------------- | -- | --------------- |
| 1  | Adam Blythe        | Royaume-Uni | NFTO                    | en | 4 h 39 min 52 s |
| 2  | Ben Swift          | Royaume-Uni | Sky                     | +  | 0 s             |
| 3  | Julian Alaphilippe | France      | Omega Pharma-Quick Step |    | 0 s             |
| 4  | Philippe Gilbert   | Belgique    | BMC Racing              |    | 0 s             |
| 5  | Kristjan Koren     | Slovénie    | Cannondale              |    | 3 s             |
| 6  | Sam Bennett        | Irlande     | NetApp-Endura           |    | 12 s            |
| 7  | Loïc Vliegen       | Belgique    | BMC Racing              |    | 12 s            |
| 8  | Stef Clement       | Pays-Bas    | Belkin                  |    | 12 s            |
| 9  | Elia Viviani       | Italie      | Cannondale              |    | 31 s            |
| 10 | Russell Downing    | Royaume-Uni | NFTO                    |    | 31 s            |

## Liste des participants
- Liste de départ complète

| Légende | Légende                                                                    | Légende | Légende                                                    |
| ------- | -------------------------------------------------------------------------- | ------- | ---------------------------------------------------------- |
| Num     | Dossard de départ porté par le coureur sur cette RideLondon-Surrey Classic | Pos     | Position à l'arrivée de la course                          |
|         | Indique un maillot de champion national ou mondial, suivi de sa spécialité | NP      | Indique un coureur qui n'a pas pris le départ de la course |
| AB      | Indique un coureur qui n'a pas terminé la course                           | HD      | Indique un coureur qui a terminé la course hors des délais |

| Sky SKY | Sky SKY               | Sky SKY |
| ------- | --------------------- | ------- |
| Num     | Coureur               | Pos     |
| 1       | Bradley Wiggins (GBR) | 30e     |
| 2       | Nathan Earle (AUS)    | 22e     |
| 3       | Luke Rowe (GBR)       | 63e     |
| 4       | Ian Stannard (GBR)    | 66e     |
| 5       | Ben Swift (GBR)       | 2e      |
| 6       | Ian Boswell (USA)     | AB      |

| Madison Genesis MGT | Madison Genesis MGT   | Madison Genesis MGT |
| ------------------- | --------------------- | ------------------- |
| Num                 | Coureur               | Pos                 |
| 11                  | Thomas Scully (NZL)   | 56e                 |
| 12                  | Michael Northey (NZL) | 28e                 |
| 13                  | Tobyn Horton (GBR)    | AB                  |
| 14                  | Thomas Stewart (GBR)  | 40e                 |
| 15                  | Alex Peters (GBR)     | 73e                 |
| 16                  | Matthew Holmes (GBR)  | AB                  |

| MTN-Qhubeka MTN | MTN-Qhubeka MTN            | MTN-Qhubeka MTN |
| --------------- | -------------------------- | --------------- |
| Num             | Coureur                    | Pos             |
| 21              | Kristian Sbaragli (ITA)    | 12e             |
| 22              | Songezo Jim (RSA)          | 87e             |
| 23              | Adrien Niyonshuti (RWA)    | 97e             |
| 24              | Youcef Reguigui (ALG)      | 86e             |
| 25              | Nicolas Dougall (RSA)      | 99e             |
| 26              | Tsgabu Grmay (ETH) (Route) | AB              |

| Omega Pharma-Quick Step OPQ | Omega Pharma-Quick Step OPQ | Omega Pharma-Quick Step OPQ |
| --------------------------- | --------------------------- | --------------------------- |
| Num                         | Coureur                     | Pos                         |
| 31                          | Julian Alaphilippe (FRA)    | 3e                          |
| 32                          | Andrew Fenn (GBR)           | 82e                         |
| 33                          | Stijn Vandenbergh (BEL)     | 45e                         |
| 34                          | Alessandro Petacchi (ITA)   | 51e                         |
| 35                          | Mark Renshaw (AUS)          | 57e                         |
| 36                          | Gert Steegmans (BEL)        | 58e                         |

| Rapha Condor JLT RCJ | Rapha Condor JLT RCJ  | Rapha Condor JLT RCJ |
| -------------------- | --------------------- | -------------------- |
| Num                  | Coureur               | Pos                  |
| 41                   | Graham Briggs (GBR)   | AB                   |
| 42                   | Chris Opie (GBR)      | 68e                  |
| 43                   | Michael Cuming (GBR)  | AB                   |
| 44                   | Thomas Moses (GBR)    | 81e                  |
| 45                   | Kristian House (GBR)  | 15e                  |
| 46                   | Richard Handley (GBR) | 67e                  |

| Belkin BEL | Belkin BEL               | Belkin BEL |
| ---------- | ------------------------ | ---------- |
| Num        | Coureur                  | Pos        |
| 51         | Stef Clement (NED)       | 8e         |
| 52         | Laurens ten Dam (NED)    | 36e        |
| 53         | Jonathan Hivert (FRA)    | 83e        |
| 54         | Steven Kruijswijk (NED)  | 37e        |
| 55         | Nick van der Lijke (NED) | 13e        |
| 56         |                          |            |

| Orica-GreenEDGE OGE | Orica-GreenEDGE OGE   | Orica-GreenEDGE OGE |
| ------------------- | --------------------- | ------------------- |
| Num                 | Coureur               | Pos                 |
| 61                  |                       |                     |
| 62                  | Christian Meier (CAN) | 31e                 |
| 63                  | Brett Lancaster (AUS) | 62e                 |
| 64                  | Simon Yates (GBR)     | 55e                 |
| 65                  | Caleb Ewan (AUS)      | 44e                 |
| 66                  | Mitchell Docker (AUS) | 84e                 |

| NFTO NPC | NFTO NPC                     | NFTO NPC |
| -------- | ---------------------------- | -------- |
| Num      | Coureur                      | Pos      |
| 71       | Russell Downing (GBR)        | 10e      |
| 72       | Adam Blythe (GBR)            | 1er      |
| 73       | James Lowsley-Williams (GBR) | 39e      |
| 74       | Dale Appleby (GBR)           | 59e      |
| 75       | Hugh Wilson (GBR)            | 70e      |
| 76       | Joshua Hunt (GBR)            | 75e      |

| Wanty-Groupe Gobert WGG | Wanty-Groupe Gobert WGG | Wanty-Groupe Gobert WGG |
| ----------------------- | ----------------------- | ----------------------- |
| Num                     | Coureur                 | Pos                     |
| 81                      | Michel Kreder (NED)     | 33e                     |
| 82                      | Frederik Backaert (BEL) | 53e                     |
| 83                      | Jérôme Baugnies (BEL)   | 14e                     |
| 84                      | Jérôme Gilbert (BEL)    | 90e                     |
| 85                      | Francis De Greef (BEL)  | 61e                     |
| 86                      | Marco Minnaard (NED)    | 32e                     |

| Cannondale CAN | Cannondale CAN             | Cannondale CAN |
| -------------- | -------------------------- | -------------- |
| Num            | Coureur                    | Pos            |
| 91             | Alberto Bettiol (ITA)      | 42e            |
| 92             | Maciej Bodnar (POL)        | 43e            |
| 93             | Kristjan Koren (SLO)       | 5e             |
| 94             | Paolo Longo Borghini (ITA) | 41e            |
| 95             | Fabio Sabatini (ITA)       | 52e            |
| 96             | Elia Viviani (ITA)         | 9e             |

| Raleigh RAL | Raleigh RAL          | Raleigh RAL |
| ----------- | -------------------- | ----------- |
| Num         | Coureur              | Pos         |
| 101         | George Atkins (GBR)  | 94e         |
| 102         | Ian Wilkinson (GBR)  | AB          |
| 103         | Morgan Kneisky (FRA) | 77e         |
| 104         | Matthieu Boulo (FRA) | 26e         |
| 105         | Yanto Barker (GBR)   | 69e         |
| 106         | Liam Stones (GBR)    | AB          |

| NetApp-Endura TNE | NetApp-Endura TNE       | NetApp-Endura TNE |
| ----------------- | ----------------------- | ----------------- |
| Num               | Coureur                 | Pos               |
| 111               | Sam Bennett (IRL)       | 6e                |
| 112               | Iker Camaño (ESP)       | 23e               |
| 113               | Zakkari Dempster (AUS)  | 64e               |
| 114               | Jonathan McEvoy (GBR)   | AB                |
| 115               | Gregor Mühlberger (AUT) | 20e               |
| 116               | Scott Thwaites (GBR)    | 35e               |

| BMC Racing BMC | BMC Racing BMC         | BMC Racing BMC |
| -------------- | ---------------------- | -------------- |
| Num            | Coureur                | Pos            |
| 121            | Luke Davison (AUS)     | AB             |
| 122            | Philippe Gilbert (BEL) | 4e             |
| 123            | Martin Kohler (SUI)    | 11e            |
| 124            | Sebastian Lander (DEN) | 54e            |
| 125            |                        |                |
| 126            | Loïc Vliegen (BEL)     | 7e             |

| Velosure-Giordana Racing VGR | Velosure-Giordana Racing VGR | Velosure-Giordana Racing VGR |
| ---------------------------- | ---------------------------- | ---------------------------- |
| Num                          | Coureur                      | Pos                          |
| 131                          | Bradley Morgan (GBR)         | 95e                          |
| 132                          | Nathan Edmondson (GBR)       | AB                           |
| 133                          | Matt Cronshaw (GBR)          | AB                           |
| 134                          | Steven Lampier (GBR)         | 19e                          |
| 135                          | Robert Partridge (GBR)       | AB                           |
| 136                          | George Harper (GBR)          | 85e                          |

| Topsport Vlaanderen-Baloise TSV | Topsport Vlaanderen-Baloise TSV | Topsport Vlaanderen-Baloise TSV |
| ------------------------------- | ------------------------------- | ------------------------------- |
| Num                             | Coureur                         | Pos                             |
| 141                             | Michael Van Staeyen (BEL)       | 49e                             |
| 142                             | Stijn Steels (BEL)              | 60e                             |
| 143                             | Preben Van Hecke (BEL)          | 34e                             |
| 144                             | Edward Theuns (BEL)             | 27e                             |
| 145                             | Sander Helven (BEL)             | 80e                             |
| 146                             | Arthur Vanoverberghe (BEL)      | 38e                             |

| Giant-Shimano GIA | Giant-Shimano GIA       | Giant-Shimano GIA |
| ----------------- | ----------------------- | ----------------- |
| Num               | Coureur                 | Pos               |
| 151               | Jonas Ahlstrand (SWE)   | 76e               |
| 152               | Steven Lammertink (NED) | AB                |
| 153               | Thomas Damuseau (FRA)   | 25e               |
| 154               | Loh Sea Keong (MAS)     | AB                |
| 155               | Daan Olivier (NED)      | 48e               |
| 156               | Thomas Peterson (USA)   | 98e               |

| An Post-ChainReaction SKT | An Post-ChainReaction SKT | An Post-ChainReaction SKT |
| ------------------------- | ------------------------- | ------------------------- |
| Num                       | Coureur                   | Pos                       |
| 161                       | Robert-Jon McCarthy (AUS) | AB                        |
| 162                       | Ryan Mullen (IRL) (Route) | AB                        |
| 163                       | Mark McNally (GBR)        | 65e                       |
| 164                       | Jack Wilson (IRL)         | 17e                       |
| 165                       | Aaron Gate (NZL)          | 72e                       |
| 166                       | Conor Dunne (IRL)         | 29e                       |

| Synergy Baku Project BCP | Synergy Baku Project BCP  | Synergy Baku Project BCP |
| ------------------------ | ------------------------- | ------------------------ |
| Num                      | Coureur                   | Pos                      |
| 171                      | Matthew Brammeier (IRL)   | AB                       |
| 172                      | Michael Schweizer (GER)   | AB                       |
| 173                      | Markus Eibegger (AUT)     | 21e                      |
| 174                      | Daniel Klemme (GER)       | AB                       |
| 175                      | Christoph Schweizer (GER) | AB                       |
| 176                      | Jan Sokol (AUT)           | 47e                      |

| La Pomme Marseille 13 LPM | La Pomme Marseille 13 LPM  | La Pomme Marseille 13 LPM |
| ------------------------- | -------------------------- | ------------------------- |
| Num                       | Coureur                    | Pos                       |
| 181                       | Benjamin Giraud (FRA)      | 50e                       |
| 182                       | Justin Jules (FRA)         | AB                        |
| 183                       | Evaldas Šiškevičius (LTU)  | 89e                       |
| 184                       | Thomas Vaubourzeix (FRA)   | 88e                       |
| 185                       | Clément Saint-Martin (FRA) | 24e                       |
| 186                       | Thomas Rostollan (FRA)     | 74e                       |

| Équipe nationale du Royaume-Uni GBR | Équipe nationale du Royaume-Uni GBR | Équipe nationale du Royaume-Uni GBR |
| ----------------------------------- | ----------------------------------- | ----------------------------------- |
| Num                                 | Coureur                             | Pos                                 |
| 191                                 | Oliver Wood (GBR)                   | 92e                                 |
| 192                                 | Christopher Latham (GBR)            | 91e                                 |
| 193                                 | Christopher Lawless (GBR)           | 93e                                 |
| 194                                 | Germain Burton (GBR)                | AB                                  |
| 195                                 | Jake Kelly (GBR)                    | AB                                  |
| 196                                 | Daniel McLay (GBR)                  | AB                                  |

| Colombia COL | Colombia COL              | Colombia COL |
| ------------ | ------------------------- | ------------ |
| Num          | Coureur                   | Pos          |
| 201          | Juan Esteban Arango (COL) | AB           |
| 202          | Edwin Ávila (COL)         | AB           |
| 203          | Edward Díaz (COL)         | 78e          |
| 204          | Leonardo Duque (COL)      | AB           |
| 205          | Dúber Quintero (COL)      | AB           |
| 206          | Juan Pablo Valencia (COL) | AB           |

| 3M MMM | 3M MMM                    | 3M MMM |
| ------ | ------------------------- | ------ |
| Num    | Coureur                   | Pos    |
| 211    | Tom Devriendt (BEL)       | AB     |
| 212    | Timothy Stevens (BEL)     | AB     |
| 213    | Egidijus Juodvalkis (LTU) | AB     |
| 214    | Melvin van Zijl (NED)     | AB     |
| 215    | Tim Vanspeybroeck (BEL)   | 79e    |
| 216    | Michael Vingerling (NED)  | AB     |

| Bike Aid-Ride for help BAI | Bike Aid-Ride for help BAI | Bike Aid-Ride for help BAI |
| -------------------------- | -------------------------- | -------------------------- |
| Num                        | Coureur                    | Pos                        |
| 221                        | Lucas Carstensen (GER)     | 96e                        |
| 222                        | Kai Exner (GER)            | AB                         |
| 223                        | Fabian Fritz (GER)         | AB                         |
| 224                        | Patrick Lechner (GER)      | AB                         |
| 225                        | Matthias Schnapka (GER)    | AB                         |
| 226                        | Timo Schafer(GER)          | AB                         |

| Kuota TKG | Kuota TKG                   | Kuota TKG |
| --------- | --------------------------- | --------- |
| Num       | Coureur                     | Pos       |
| 231       | Andre Benoit (GER)          | AB        |
| 232       | Julian Braun (GER)          | AB        |
| 233       | Joshua Huppertz (GER)       | AB        |
| 234       | Florian Monreal (GER)       | AB        |
| 235       | Gero Walbrül (GER)          | AB        |
| 236       | Daniel Westmattelmann (GER) | 71e       |

| Metec-TKH Continental MET | Metec-TKH Continental MET | Metec-TKH Continental MET |
| ------------------------- | ------------------------- | ------------------------- |
| Num                       | Coureur                   | Pos                       |
| 241                       | Brian van Goethem (NED)   | 46e                       |
| 242                       | Dennis Bakker (NED)       | 18e                       |
| 243                       | Tijmen Eising (NED)       | 16e                       |
| 244                       | Niels Goeree (NED)        | AB                        |
| 245                       | Remco te Brake (NED)      | 100e                      |
| 246                       | Jelle Wolsink (NED)       | 101e                      |